# Salomon Hirzel (förläggare)

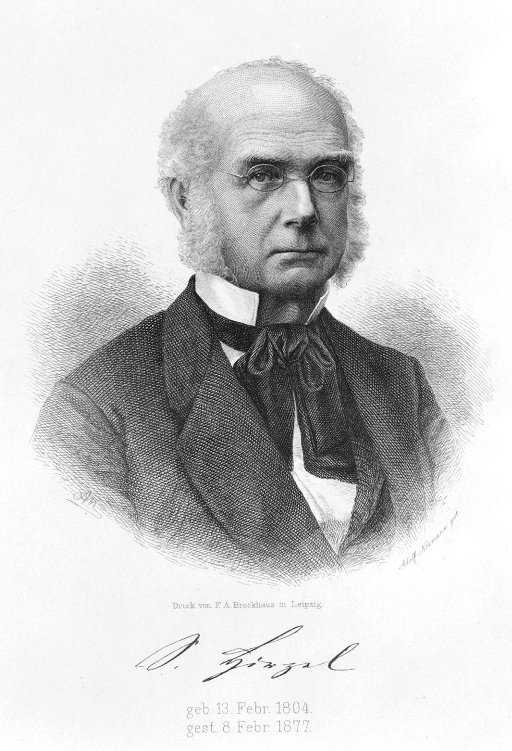
Salomon Hirzel, kopparstick av Adolf Neumann.

Salomon Hirzel, född den 13 februari 1804 i Zürich, död den 8 februari i Halle, var en tysk bokhandlare och förläggare. Han var son till kyrkohistorikern Heinrich Hirzel och bror till teologen Ludwig Hirzel.
Hirzel var först delägare i den stora Weidmannsche Buchhandlung i Leipzig, men grundlade 1853 eget förlag, som omfattade vitterhet, betydande historiska arbeten och andra vetenskapliga verk. Hirzel, som ägde ett ytterst rikt Goethebibliotek, lämnade en bibliografiskt betydande katalog över detta (1874; flera upplagor).